# Ditassa subulata
Ditassa subulata är en oleanderväxtart som beskrevs av J. R. Johnston. Ditassa subulata ingår i släktet Ditassa och familjen oleanderväxter. Inga underarter finns listade i Catalogue of Life.